# Oides posticalis
Oides posticalis là một loài bọ cánh cứng trong họ Chrysomelidae. Loài này được Guerin-Meneville miêu tả khoa học năm 1838.